# Ладония
Ладония (Ladonia) — виртуальное государство, расположенное на территории природного заповедника Куллаберг на юге Швеции и объявившее о своей независимости 2 июня 1996 года.

## Население
Постоянное население отсутствует. Ладония имеет 4 различных социальных класса: дворянство, простые граждане, почётные граждане и святые.

## Правительство
Существует Правительство Ладонии, управляемое кабинетом министров, число которых постоянно растёт. Общая площадь страны поделена на шесть графств, которые управляются Советами Графств. Основатель государства Ларс Вилкс при жизни занимал пост государственного секретаря.

## Флаг
Флаг Ладонии был разработан шведом Лейфом Эрикссоном. Флаг представляет собой полотно с нашитым на него скандинавским крестом. Оба — зелёного цвета. Согласно принятым стандартам, крест на отпечатанных флагах может быть обведён тонкой белой полосой.
Зелёный — смесь жёлтого и синего цветов, присутствующих на флаге Швеции, на территории которой находится Ладония.

## География
Страна имеет форму треугольника площадью приблизительно 1 квадратный километр. Большинство посетителей приезжает с юга и проходят пограничный контроль. С севера территория Ладонии ограничена морем (Датский пролив — Каттегат).
Шоссе № 1 ведёт к Нимис через лес и глубокую пропасть Ступ. Радиус Нимис — приблизительно 200 метров, и наивысшая точка — приблизительно 15 метров над уровнем моря. В каждую часть этой деревянной конструкции можно войти и погулять внутри.
Перед Нимис находится Башня Ветров — Вотан (Wotan), которая расположена ближе к морю. Под высокой Башней Ветров находится Национальная Библиотека. Шоссе № 2 приводит к Дроммен (Drommen), равнине с деревьями и камнями, и далее ведёт к восточной границе и пограничному пункту Рольф с одноимённым Парком Рольфа. Эти места — мемориал трагической смерти шведского философа Рольфа Готтфриса.

## Краткая история
- Хронология приведена по официальному изложению событий на сайте Ладонии:[5]

### XX век
- 1980, 31 июля — Ларс Вилкс начинает строить скульптуру в заповеднике Куллаберг, в северо-западном углу лена Сконе, Швеция. Несколько дней спустя скульптуру называют «Nimis».
- 1982 — Nimis «обнаружен», и власти узнают об этом. Тем самым начался ряд непредвиденных событий, что послужило впоследствии началом ряда юридических процессов, которые всё ещё продолжается в судах.
- 1983 — окружной суд объявил Ларса Вилкса преступником за создание Nimis.
- 1984 — Джозеф Бевис покупает Nimis у Вилкса, цена — 1500 долларов США. Апелляционный суд оправдывает Вилкса по вопросу законности создания Nimis.
- 1985 — вандалы поджигают Nimis, и огонь разрушает 2/3 скульптуры.
- 1986 — Ларс Вилкс обвиняется в апелляционном суде в «умышленном затруднении доступа» и приговорен к административному штрафу в 40-кратном минимальном объёме 25 шведских крон. Художники Жанна-Клод и Христо покупают Nimis после смерти Джозефа Бевиса.
- 1991 — Вилкс начинает работу над следующей скульптурой — «каменной книгой» «Аркс» (Arx) в железобетоне. Об этом быстро сообщают полиции. «Аркс» закончен в 1998 году.
- 1992 — полицейские осматривают преступление — «Аркс».
- 1994 — Вилкс обвинён по факту незаконного создания «Аркс» и оштрафован на 10 000 шведских крон окружным судом в Хельсингборге.
- 1995 — апелляционный суд и Верховный Суд отправляют дело по «Аркс» на пересмотр назад в окружной суд.
- 1996 — Канцлер Правосудия обвиняет администрацию лена Сконе в нерасторопности и пассивности относительно Nimis и Arx.
- 1996, 2 июня — Ладония объявлена независимым государством. Это стало возможным вследствие того факта, что шведские власти не управляют этой территорией должным образом, поэтому она не может преследоваться по суду, так как это — вне юрисдикции суда.
- 1997 — посредством церемонии всеобщих выборов выбрана Её Величество Королева Ладонии Ивонн I Ярл (Ywonne I Jarl) и Президент Ладонии — бразилец Фернандо Родригес. Ладония приобретает колонию в Норвегии (Телемарк), торжественно открытую 17-го мая (Государственный праздник в Норвегии). Посольство построено в Фалькенберге (Falkenberg). Здесь также имел место первый официальный государственный визит.
- 1998 — администрация лена Сконе повторно возбуждает дело против факта создания Nimis и Arx и требует, чтобы они были удалены. Туристская ассоциация в соседнем городе Хёганес[швед.] протестует против решений администрации графства, так как начался наплыв туристов и любопытствующих, обе скульптуры стали теперь большой достопримечательностью. Администрация графства запросила помощь от сил правопорядка. Старший исполнительный чиновник Меллерберг устанавливает, что решение о разрушении скульптур должно быть выполнено немедленно. Окружной суд отменяет требование разрушения. Министр культуры Дании Элизабет Гернер-Нильсен платит за въезд для официального посещения Ладонии.[6]
- 1999 — создан Omfalos — каменное сооружение, сделанное из бетона и камней высотой 1,6 м. Фонд «Gyllenstiernska Krapperup Foundation», созданный для развития искусства и культуры, выступил против создания этой скульптуры и пожаловался в полицию. В августе 1999 суд вынес решение о сносе постройки. Фонд также требовал убрать Nimis и Arx, но окружной суд выступил против этого. Затем фонд пробовал оспорить это решение в Верховном суде, но проиграла, поскольку полиция не смогла доказать, что Ларс Вилкс — владелец.
- 2000 — апелляционный суд наносит визит в Ладонию в августе. Постановление Апелляционного суда выходит в сентябре и подтверждает решение Окружного суда: Л. Вилкс не является владельцем Nimis и Arx и поэтому решение о принудительном разрушении не может быть направлено против Л. Вилкса. Постановление об удалении Omfalos было быстро исполнено. Администрация лена Сконе делает официальное заявление об исключении области Ладонии из заповедника. Тем самым скульптуры становятся вне закона, и это косвенное подтверждение, что действие шведского закона не распространяется на территорию Ладонии. Фонд «Gyllenstiernska Krapperup» обращается в октябре к Верховному Суду.

### XXI век
- 2001 — Верховный Суд Швеции не даёт отсрочки по делу. Решение Апелляционного суда таким образом быстро исполняется. Фонд требует удалить Omfalos при помощи сил правопорядка. В апреле шведский художник Эрнст Биллгрен покупает Omfalos, цена — 10 000 шведских крон. Силы правопорядка объявляют о готовности удаления Omfalos. Биллгрен и Л. Вилкс обращаются за решением в Окружной суд города Мальмё. Окружной суд информирует относительно произвольного выполнения решения суда. Владелец Биллгрен указывает на то, что: «Omfalos нельзя повредить». Л. Вилкс соглашается с владельцем Биллгреном, чтобы найти «мастерски интересное решение» удаления Omfalos. Ларс Вилкс договаривается с администрацией Сконе, чтобы взорвать Omfalos при помощи 100 килограммов динамита как дань Альфреду Нобелю в связи со 100-летней годовщиной Фонда Нобеля. 7-го декабря Администрация Графства Skåne принимает секретное решение, которое получает только руководство сил правопорядка. Власти предприняли активные действия в воскресенье утром 9 декабря 2001 — при помощи судна с гидравлическим подъемным краном Omfalos был удалён.
- 2002 — в январе Вилкс просит администрацию графства Skåne установить мемориальный памятник в честь утраченного Omfalos. Ответ получает 27-го февраля. Вилксу разрешают установить 8-сантиметровый памятник. 22 февраля оригинальный Omfalos изъят у сил правопорядка и установлен в городке Mölle[швед.]. 26 сентября Окружной суд сообщает, что требование сил правопорядка о возмещении стоимости удаления в 92 500 крон оправдано, в дополнение к этим расходам прибавляется 11 000 крон юридических издержек. Вопрос о возмещении отложен. Приблизительно 4000 пакистанских граждан просят о гражданстве Ладонии в надежде на лучшую жизнь. Новости получают глобальное распространение и число жителей Ладонии быстро растёт с 5 000 до 10 000 (однако, никакие пакистанские граждане не были приняты).
- 2003 — в январе Апелляционный суд сообщает, что он не даёт никакой отсрочки по возмещению расходов по исполнению решения Окружного суда в сумме 103 500 шведских крон. Это заявление перенаправляют в Верховный Суд.
  - 27 марта Omfalos транспортируется в Стокгольм.
  - 5 июля Ладония объявляет войну Швеции и США.
  - 7 июля Ладония также объявляет войну Сан-Марино.
  - Владелец Эрнст Биллгрен жертвует Omfalos музею современных искусств Moderna Museet.
- 2004 — Верховный Суд рассматривает постановление Окружного суда по возмещению 103 500 крон. Л. Вилкс предъявляет иск государству на 300 000 крон за убытки, которые Омфалос получил при демонтаже.

## Гражданство
На 22 апреля 2024 года зафиксировано 29223 гражданина Ладонии. Примерно 5 600 из них — шведы, остальные распределяются следующим образом:
| №  | Страна     | К-во | №  | Страна   | К-во | №  | Страна     | К-во | №  | Страна    | К-во | №  | Страна         | К-во | №  | Страна     | К-во |
| -- | ---------- | ---- | -- | -------- | ---- | -- | ---------- | ---- | -- | --------- | ---- | -- | -------------- | ---- | -- | ---------- | ---- |
| 1  | США        | 1321 | 11 | Норвегия | 348  | 21 | Китай      | 153  | 31 | Греция    | 83   | 41 | Иран           | 39   | 51 | Казахстан  | 2    |
| 2  | Венгрия    | 762  | 12 | Пакистан | 276  | 22 | Нидерланды | 147  | 32 | Перу      | 82   | 42 | Новая Зеландия | 29   | 52 | Узбекистан | 1    |
| 3  | Дания      | 573  | 13 | Канада   | 263  | 23 | Аргентина  | 136  | 33 | Украина   | 77   | 43 | Япония         | 27   |    |            |      |
| 4  | Англия     | 569  | 14 | Франция  | 268  | 24 | Болгария   | 106  | 34 | Югославия | 61   | 44 | Венесуэла      | 27   |    |            |      |
| 5  | Испания    | 454  | 15 | Италия   | 238  | 25 | Австралия  | 104  | 35 | Австрия   | 59   | 45 | Бангладеш      | 25   |    |            |      |
| 6  | Германия   | 406  | 16 | Ю. Корея | 196  | 26 | Румыния    | 103  | 36 | Ирландия  | 56   | 46 | Словакия       | 24   |    |            |      |
| 7  | Бразилия   | 392  | 17 | Индия    | 199  | 27 | Финляндия  | 99   | 37 | Хорватия  | 49   | 47 | Шотландия      | 23   |    |            |      |
| 8  | Мексика    | 386  | 18 | Бельгия  | 171  | 28 | Израиль    | 94   | 38 | Швейцария | 48   | 48 | Вьетнам        | 22   |    |            |      |
| 9  | Россия     | 378  | 19 | Польша   | 169  | 29 | Колумбия   | 84   | 39 | ЮАР       | 47   | 49 | Белоруссия     | 22   |    |            |      |
| 10 | Португалия | 348  | 20 | Турция   | 155  | 30 | Нигерия    | 84   | 40 | Латвия    | 46   | 50 | Алжир          | 21   |    |            |      |

### Получение гражданства
Для получения гражданства Ладонии нужно заполнить регистрацию, которую можно найти на сайте. Нужно заполнить графы: Имя, Е-мейл, Адрес, Почтовый адрес, Национальность и необязательные графы (цвет глаз, рост).